# Skate Canada International de 1999
O Skate Canada International de 1999 foi a vigésima sexta edição do Skate Canada International, um evento anual de patinação artística no gelo organizado pelo Skate Canada, e que fez parte do Grand Prix de 1999–00. A competição foi disputada entre os dias 4 de novembro e 7 de novembro, na cidade de Saint John, Nova Brunswick, Canadá.

## Eventos
- Individual masculino
- Individual feminino
- Duplas
- Dança no gelo

## Medalhistas
| Evento                        | Ouro                                             | Prata                                       | Bronze                                           |
| Individual masculino detalhes | Alexei Yagudin · Rússia                          | Elvis Stojko · Canadá                       | Takeshi Honda · Japão                            |
| Individual feminino detalhes  | Michelle Kwan · Estados Unidos                   | Julia Soldatova · Rússia                    | Jennifer Robinson · Canadá                       |
| Duplas detalhes               | Elena Berezhnaya · Anton Sikharulidze · Rússia   | Kyoko Ina · John Zimmerman · Estados Unidos | Kristy Sargeant · Kris Wirtz · Canadá            |
| Dança no gelo detalhes        | Margarita Drobiazko · Povilas Vanagas · Lituânia | Elena Grushina · Ruslan Goncharov · Ucrânia | Isabelle Delobel · Olivier Schoenfelder · França |

## Resultados

### Individual masculino
| Pos.              | Nome             | Nacionalidade  | Pontos | PC | PL |
| ----------------- | ---------------- | -------------- | ------ | -- | -- |
| Medalha de ouro   | Alexei Yagudin   | Rússia         | 1.5    | 1  | 1  |
| Medalha de prata  | Elvis Stojko     | Canadá         | 4.0    | 2  | 3  |
| Medalha de bronze | Takeshi Honda    | Japão          | 4.5    | 5  | 2  |
| 4                 | Todd Eldredge    | Estados Unidos | 6.0    | 4  | 4  |
| 5                 | Li Chenjiang     | China          | 7.5    | 3  | 6  |
| 6                 | Laurent Tobel    | França         | 8.0    | 6  | 5  |
| 7                 | Ben Ferreira     | Canadá         | 10.5   | 7  | 7  |
| 8                 | Patrick Meier    | Suíça          | 12.5   | 9  | 8  |
| 9                 | Dmitry Dmitrenko | Ucrânia        | 13.0   | 8  | 9  |
| 10                | Silvio Smalun    | Alemanha       | 15.0   | 10 | 10 |
| 11                | Neil Wilson      | Reino Unido    | 16.5   | 11 | 11 |
| 12                | Frédéric Dambier | França         | 18.0   | 12 | 12 |

### Individual feminino
| Pos.              | Nome              | Nacionalidade  | Pontos | PC | PL |
| ----------------- | ----------------- | -------------- | ------ | -- | -- |
| Medalha de ouro   | Michelle Kwan     | Estados Unidos | 1.5    | 1  | 1  |
| Medalha de prata  | Julia Soldatova   | Rússia         | 3.5    | 3  | 2  |
| Medalha de bronze | Jennifer Robinson | Canadá         | 4.0    | 2  | 3  |
| 4                 | Amber Corwin      | Estados Unidos | 7.5    | 7  | 4  |
| 5                 | Silvia Fontana    | Itália         | 7.5    | 5  | 5  |
| 6                 | Júlia Sebestyén   | Hungria        | 8.0    | 4  | 6  |
| 7                 | Anna Rechnio      | Polônia        | 10.0   | 6  | 7  |
| 8                 | Michelle Currie   | Canadá         | 12.0   | 8  | 8  |

### Duplas
| Pos.              | Nome                                      | Nacionalidade  | Pontos | PC | PL |
| ----------------- | ----------------------------------------- | -------------- | ------ | -- | -- |
| Medalha de ouro   | Elena Berezhnaya / Anton Sikharulidze     | Rússia         | 1.5    | 1  | 1  |
| Medalha de prata  | Kyoko Ina / John Zimmerman                | Estados Unidos | 4.0    | 4  | 2  |
| Medalha de bronze | Kristy Sargeant / Kris Wirtz              | Canadá         | 4.0    | 2  | 3  |
| 4                 | Pang Qing / Tong Jian                     | China          | 5.5    | 3  | 4  |
| 5                 | Yulia Obertas / Dmitry Palamarchuk        | Ucrânia        | 7.5    | 5  | 5  |
| 6                 | Valerie Saurette / Jean-Sébastien Fecteau | Canadá         | 9.0    | 6  | 6  |
| 7                 | Jacinthe Larivière / Lenny Faustino       | Canadá         | 11.0   | 8  | 7  |
| 8                 | Tiffany Stiegler / Johnnie Stiegler       | Estados Unidos | 11.5   | 7  | 8  |

### Dança no gelo
| Pos.              | Nome                                    | Nacionalidade  | Pontos | DC | DO | DL |
| ----------------- | --------------------------------------- | -------------- | ------ | -- | -- | -- |
| Medalha de ouro   | Margarita Drobiazko / Povilas Vanagas   | Lituânia       | 2.0    | 1  | 1  | 1  |
| Medalha de prata  | Elena Grushina / Ruslan Goncharov       | Ucrânia        | 4.0    | 2  | 2  | 2  |
| Medalha de bronze | Isabelle Delobel / Olivier Schoenfelder | França         | 6.0    | 3  | 3  | 3  |
| 4                 | Marie-France Dubreuil / Patrice Lauzon  | Canadá         | 8.0    | 4  | 4  | 4  |
| 5                 | Megan Wing / Aaron Lowe                 | Canadá         | 10.0   | 5  | 5  | 5  |
| 6                 | Debbie Koegel / Oleg Fediukov           | Estados Unidos | 12.0   | 6  | 6  | 6  |
| 7                 | Zhang Wina / Cao Xianming               | China          | 14.0   | 7  | 7  | 7  |
| 8                 | Kornelia Barany / Andre Rosnik          | Hungria        | 16.4   | 9  | 8  | 8  |
| 9                 | Véronique Delobel / Olivier Chapius     | França         | 17.6   | 8  | 9  | 9  |

## Quadro de medalhas
| Ordem | País           | Medalha de ouro | Medalha de prata | Medalha de bronze |    | Ordem por total |
| ----- | -------------- | --------------- | ---------------- | ----------------- | -- | --------------- |
| 1     | Rússia         | 2               | 1                |                   | 3  | 1               |
| 2     | Estados Unidos | 1               | 1                |                   | 2  | 3               |
| 3     | Lituânia       | 1               |                  |                   | 1  | 4               |
| 4     | Canadá         |                 | 1                | 2                 | 3  | 1               |
| 5     | Ucrânia        |                 | 1                |                   | 1  | 4               |
| 6     | França         |                 |                  | 1                 | 1  | 4               |
| 6     | Japão          |                 |                  | 1                 | 1  | 4               |
| TOTAL | TOTAL          | 4               | 4                | 4                 | 12 | —               |